# Synagoge (Fischach)

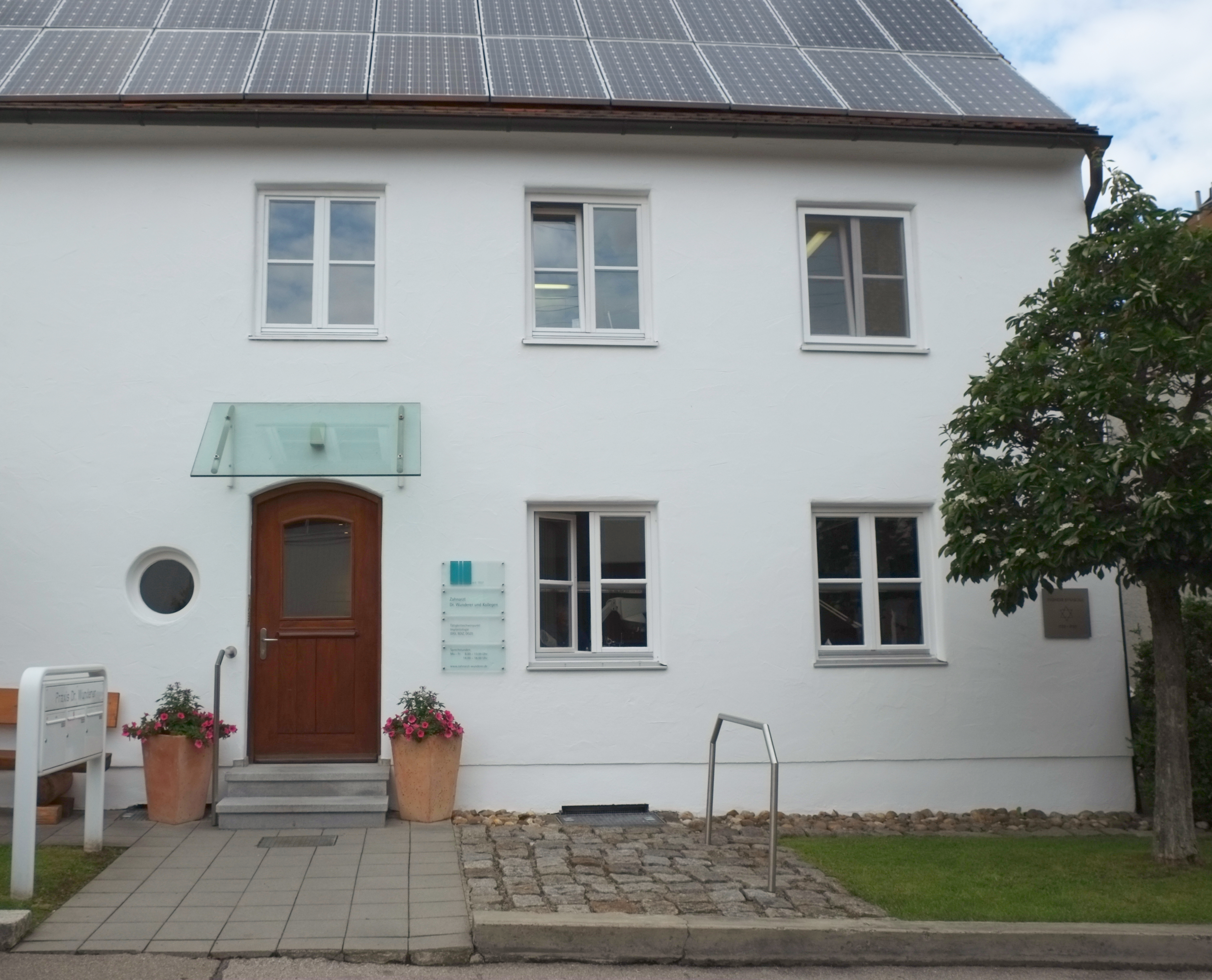
Ehemalige Synagoge in Fischach

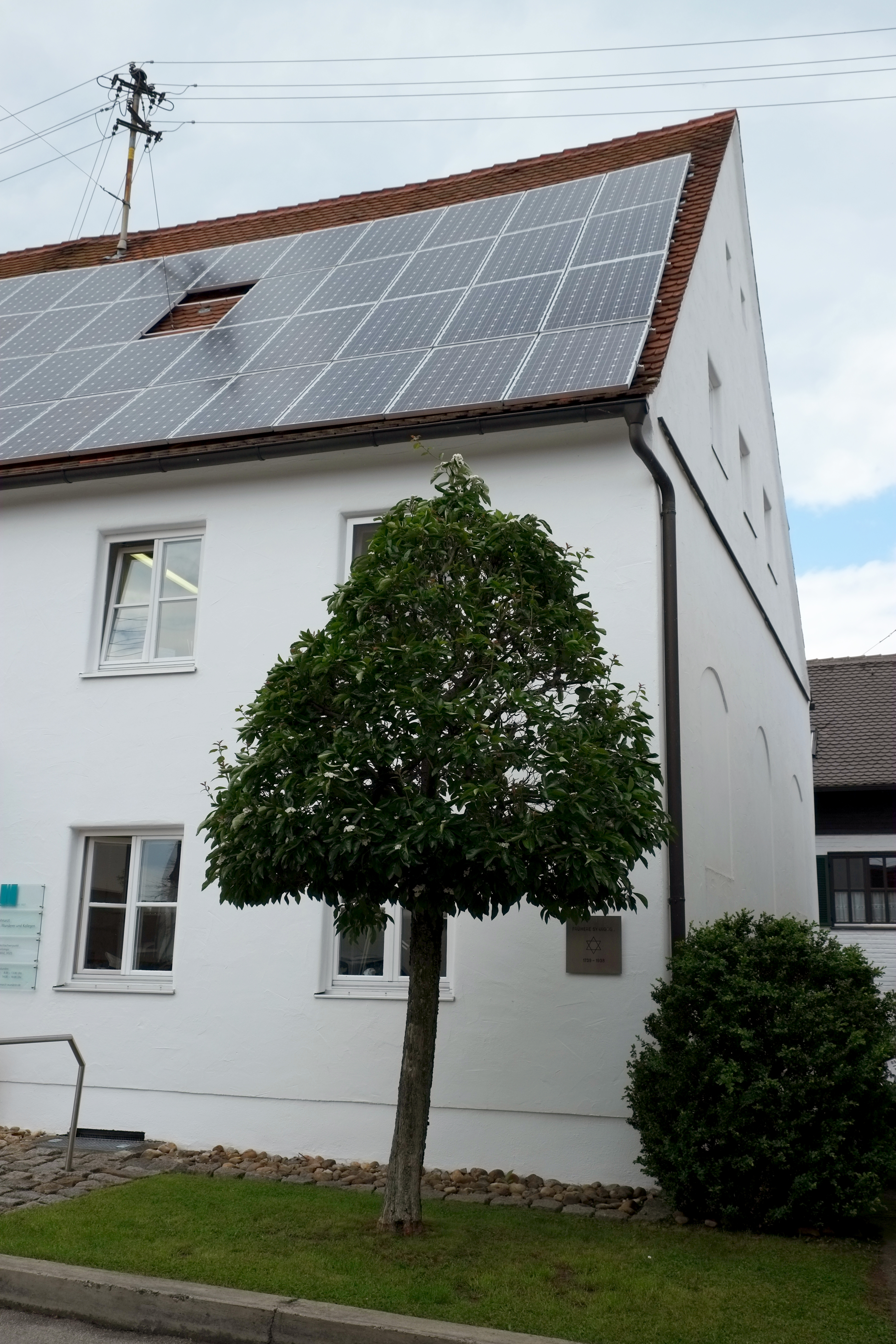
Ostgiebel

Die ehemalige Synagoge in Fischach, einer Marktgemeinde im schwäbischen Landkreis Augsburg in Bayern, wurde 1739 errichtet. Die profanierte Synagoge Am Judenhof 4 wird heute als Arztpraxis genutzt.

## Geschichte
Seit der ersten Hälfte des 17. Jahrhunderts waren Juden in Fischach ansässig, die einen Betsaal in einem der jüdischen Häuser einrichteten. Das Anwachsen der jüdischen Gemeinde machte den Bau einer Synagoge notwendig, die am 30. Oktober 1739 feierlich eingeweiht wurde. „Nur noch anhand von historischen Fotos und Zeichnungen lässt sich das Aussehen der heute völlig veränderten Fischacher Synagoge rekonstruieren. Vermutlich hat sich die Substanz des 1739 eingeweihten Gotteshauses bis 1938 erhalten und besteht auch noch in den Außenmauern des heute profanierten Gebäudes.“

### Zeit des Nationalsozialismus
Beim Novemberpogrom 1938 kam es zunächst zu keinen Ausschreitungen in Fischach. Jedoch wurde am 15. November 1938 durch SA-Männer aus Augsburg die Inneneinrichtung der Synagoge zerstört. 21 Torarollen, wertvolle Tora-Vorhänge aus dem 18. Jahrhundert, Möbel und rituelle Geräte sowie das Gemeindearchiv wurden zur Gestapo nach Augsburg gebracht. Die Synagoge wurde wenig später zu einer Turnhalle umgebaut.

### Heutige Nutzung
Das Synagogengebäude wurde nach 1945 wieder umgebaut. Heute befinden sich Arztpraxen in dem Gebäude. An der Ostwand ist noch die Lage des Toraschreines zu erkennen.    